# CALL YOU BACK
『CALL YOU BACK』（コール・ユー・バック）は、日本の作編曲家・松井寛のオリジナルアルバムである。

## 収録曲
1. AH WALKIN'（アー・ウォーキン） featuring ZAMES STALLION
  - 作曲・編曲：松井寛
2. MISSION:IMPOSSIBLE（ミッション：インポッシブル―スパイ大作戦―）
  - 作曲：ラロ・シフリン、編曲：松井寛
3. BRAZIL（ブラジル）
  - 作曲：BARROSO-RUSSEL、編曲：松井寛
4. CRAZY LOVE（クレイジー・ラヴ）
  - 作曲・編曲：松井寛
5. VLTAVA -Die Moldau-（モルダウ）
  - 作曲：ベドルジハ・スメタナ、編曲：松井寛
6. CALL YOU BACK（コール・ユー・バック） featuring YUJI KUDO
  - 作曲・編曲：松井寛